# Scott Kevorken
Scott Michael Kevorken (Tarzana, 16 febbraio 1991) è un pallavolista statunitense.
Gioca nel ruolo di centrale nel Friedrichshafen.

## Carriera
La carriera di Scott Kevorken inizia a livello scolastico con la Westlake High School, giocando in seguito anche con il Pacific Palisades Volleyball Club; in questo periodo entra inoltre a far parte della nazionale statunitense Under-19, vincendo la medaglia d'oro campionato nordamericano 2008, e della nazionale Under-21, vincendo un altro oro al campionato nordamericano 2010.
Al termine delle scuole superiori entra a far parte della squadra di pallavolo maschile della University of California, Irvine, partecipando alla NCAA Division I dal 2010 al 2014, saltando tuttavia la prima annata e vincendo due volte il titolo NCAA; nel 2014 fa il suo esordio in nazionale maggiore in occasione della Coppa panamericana, dove si aggiudica la medaglia d'argento.
Nella stagione 2014-15 firma il suo primo contratto professionistico, andando a giocare in Germania con il Lüneburg, club neopromosso in 1. Bundesliga dove milita per tre annate. Nel campionato 2017-18 si trasferisce al Friedrichshafen, sempre nella massima divisione tedesca.

## Palmarès

### Club
- NCAA Division I: 2

2012, 2013

### Nazionale (competizioni minori)
- Campionato nordamericano Under-19 2008
- Campionato nordamericano Under-20 2010
- Coppa panamericana 2014

### Premi individuali
- 2014 - All-America Second Team